# Jeg er en celebrity - få mig væk herfra!
Jeg er en celebrity - få mig væk herfra! er et dansk tv-program, der blev sendt i 2015 på kanalen TV3. Der er lavet en sæson. 
Værterne var tidligere fodboldspiller og tv-vært Jakob Kjeldbjerg og komiker Lasse Rimmer. Gustav Salinas vandt, mens Stine Kronborg blev nummer to. 

## Præmis
Programmet foregik i Sydafrika, hvor der blev sendt ti kendte danskere ud for at klare en række udfordinger og vinde pengepræmien på 250.000 kr. I løbet af programmet blev der sendt to ekstra celebrities ned til junglen, tidligere bokser Brian Nielsen og tidligere fodboldspiller Allan Nielsen.

## Deltagere
| Celebrity        | Kendt som        | Status                                     |
| ---------------- | ---------------- | ------------------------------------------ |
| Gustav Salinas   | Realitydeltager  | Vinder                                     |
| Stine Kronborg   | Poledancer       | Finalen Andenplads                         |
| Brian Nielsen    | Bokser           | Finalen Tredjeplads                        |
| Sisse Marie Søby | Sangerinde       | Elimineret som nr. 8 4. plads/semifinalist |
| Torben Chris     | Stand-up komiker | Elimineret som nr. 7 5. plads/semifinalist |
| Jesper Skibby    | Cykelrytter      | Elimineret som nr. 6 6. plads/semifinalist |
| Allan Nielsen    | Fodboldspiller   | Elimineret som nr. 5 7. plads              |
| Henrik Qvortrup  | Journalist       | Elimineret som nr. 4 8. plads              |
| Anni Fønsby      | Tv-personlighed  | Elimineret som nr. 3 9. plads              |
| Amin Jensen      | Komiker          | Trak sig 10. plads                         |
| Magrethe Koytu   | Skuespiller      | Elimineret som nr. 2 11. plads             |
| Inez Gavilanes   | Sangerinde       | Elimineret som nr. 1 12. plads             |